# Pakora

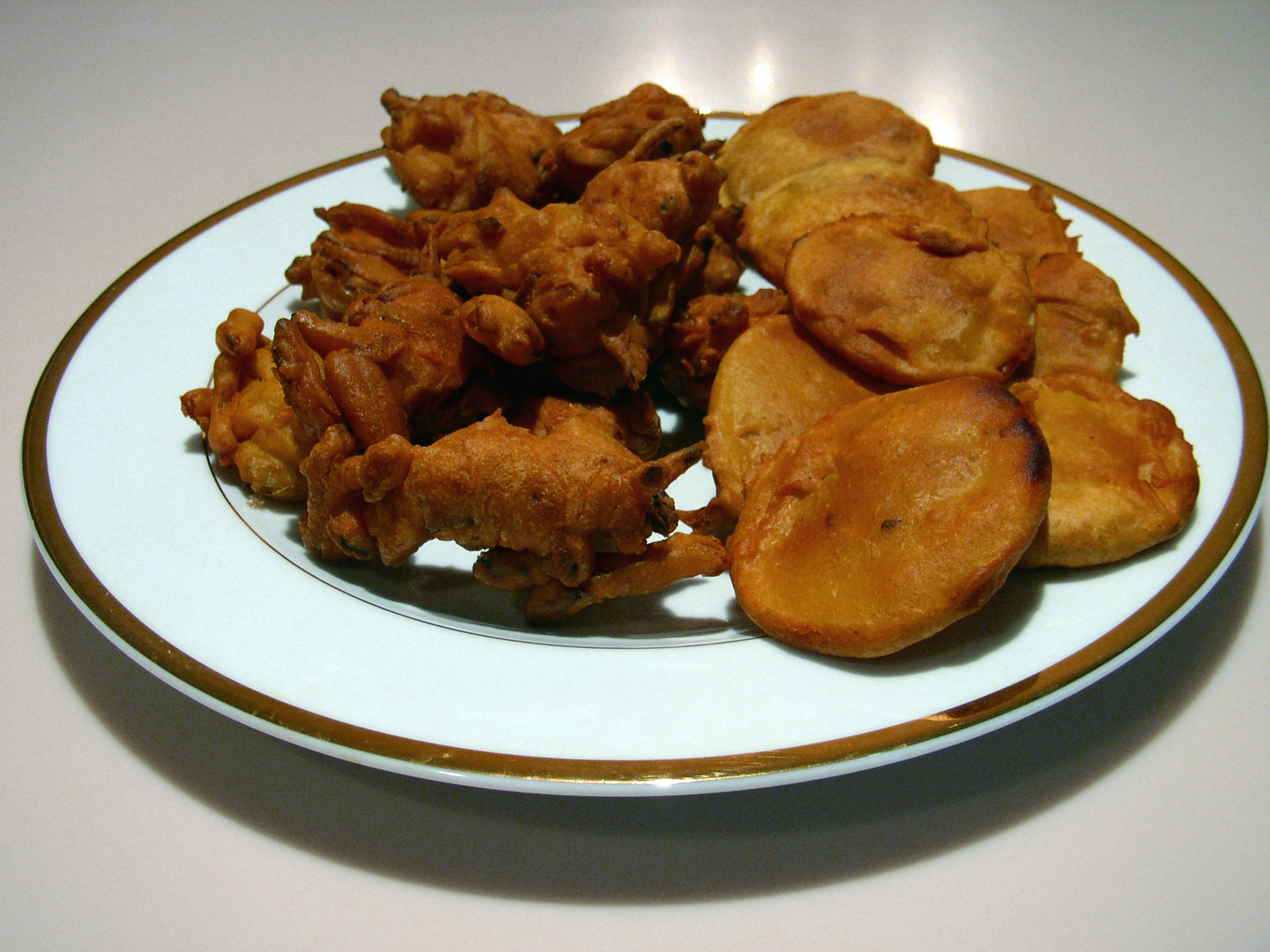
Pakoras

Pakora [pəkoʊɽa] (Bhajia, bengaleză Bhaja sau în sudul Indiei Bajji) este o gustare populară din India și Pakistan.

## Descriere
Pakora constă dintr-o bucată de legumă prăjită, cartof, ciupercă, ou sau banană. Bucata de legumă crudă se va amesteca într-un aluat din pastă de năut și condimente și apoi se va prăji în ulei timp de circa 2 minute. Populare sunt mai ales Pakora cu conopida, vinete, dovleac, ceapa, cartofi, ardei iute și banane. Adesea Pakora se vinde la standurile de pe stradă. Uneori se va servi cu sos, Ketchup sau Chutney.

## Weblinks
Gobi Pakora - pakora facute cu conopida